# Chas (Puy-de-Dôme)
Chas é uma comuna francesa na região administrativa de Auvérnia-Ródano-Alpes, no departamento Puy-de-Dôme. Estende-se por uma área de 3,53 km². Em 2010 a comuna tinha 391 habitantes (densidade: 110,8 hab./km²).